# ژائو چائوجون
ژائو چائوجون (انگلیسی: Zhao Chaojun؛ زادهٔ ۱۵ ژانویهٔ ۱۹۸۸) وزنه‌بردار اهل چین است.